# 环硫化物

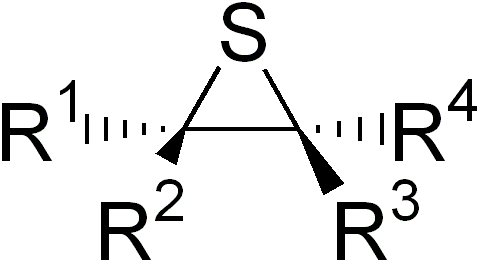
环硫化物的通式。

环硫化物是一类含有硫杂环丙烷环系的有机化合物，通式见右图。它是环氧化合物和吖丙啶衍生物的同类物。最简单的环硫化物是环硫乙烷，即硫杂环丙烷，也称噻丙环。
环硫化物不如环氧化物稳定，一般由硫氰酸盐与环氧化物反应、β-巯基醇与光气缩合后脱羧、β-氯代硫醇用碱处理成环制备：
由于张力的缘故，环硫化物容易开环，在酸或碱作用下可以发生聚合，受光照射发生脱硫，生成烯烃。
硫杂环丙烯环系称为噻丙烯（thiirene），衍生物及母体化合物尚未有报道。